# 英雄无敌历代记
《英雄无敌历代记》是由乔·万·坎赫姆和他的New World Computing小组制作，3DO公司发行的多个回合制策略游戏。《英雄无敌历代记》共有8部战役作品，使用《魔法门之英雄无敌III》的引擎。
3DO公司于2000年9月27日发布了《废墟战神》和《征服地狱》零售版。又于11月15日发布了《龙之抗争》和《元素之主》零售版。与此同时，提供《世界之树》（安装了至少2部零售版作品方可使用）与《炽热星球》（安装了至少3部零售版作品方可使用）的免费下载。最后于2001年1月1日《驯兽师的反抗》与《寒冰之剑》被命名为《最终章》（The Final Chapters）一同发布。

## 作品總類
《英雄无敌历代记》8部作品分别是（按故事情节顺序）：
- 《废墟战神》（Warlords of the Wasteland）
- 《征服地狱》（Conquest of the Underworld）
- 《驯兽师的反抗》（Revolt of the Beastmasters）
- 《元素之主》（Masters of the Elements）
- 《世界之树》（The World Tree）
- 《炽热星球》（The Fiery Moon）
- 《龙之抗争》（Clash of the Dragons）
- 《寒冰之剑》（The Sword of Frost）